# Montréal (Yonne)
Montréal – miejscowość i gmina we Francji, w regionie Burgundia-Franche-Comté, w departamencie Yonne.
Według danych na rok 1990 gminę zamieszkiwały 173 osoby, a gęstość zaludnienia wynosiła 23 osoby/km² (wśród 2044 gmin Burgundii Montréal plasuje się na 738. miejscu pod względem liczby ludności, natomiast pod względem powierzchni na miejscu 1076.).